# 梅尔特斯海姆
梅尔特斯海姆是德国莱茵兰-普法尔茨州的一个市镇。总面积2.20平方公里，总人口384人，其中男性201人，女性183人（2011年12月31日），人口密度175人/平方公里。